# Curculioninae

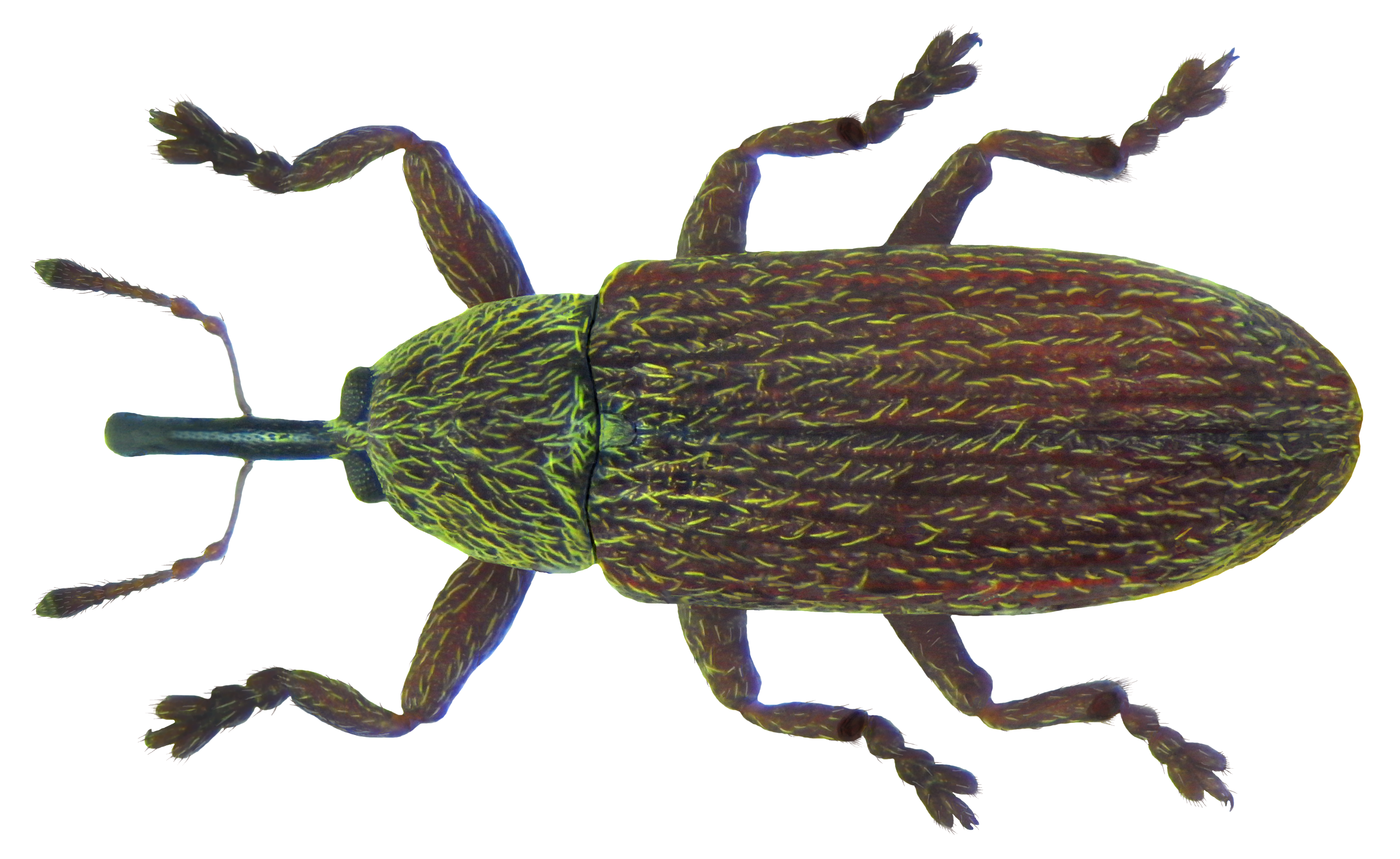
krótkostopka sosnowa (Brachonyx pineti)

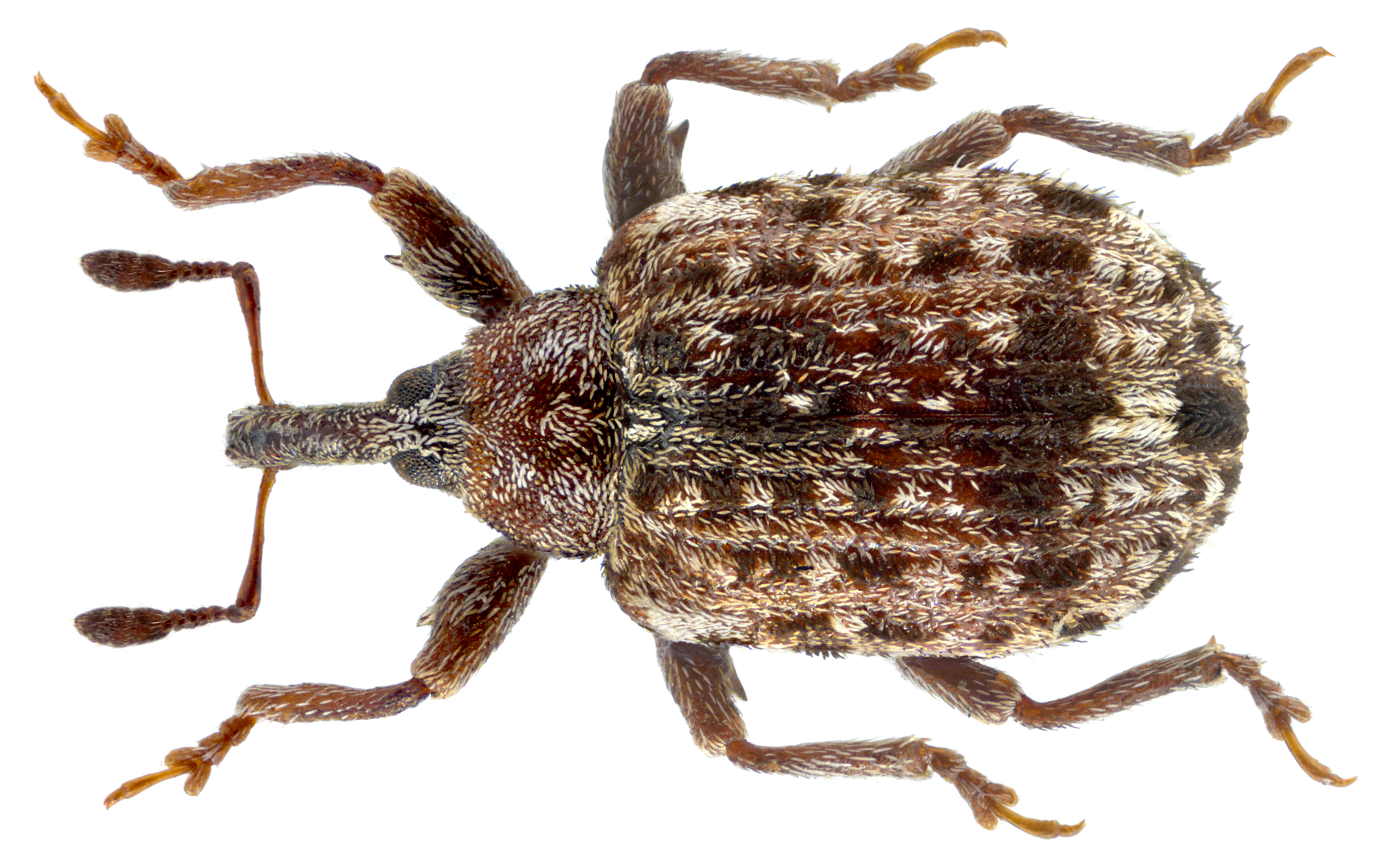
Cleopus pulchellus

Curculioninae – podrodzina chrząszczy z podrzędu wielożernych i rodziny ryjkowcowatych.

## Taksonomia
Rodzajem typowym jest  rodzaj Curculio.

## Zasięg występowania
Przedstawiciele podrodziny żyją na całym świecie.
W Polsce stwierdzono 186 gatunków.

## Systematyka
Curculioninae dzieli się na w 29 plemion:

- Acalyptini
- Acentrusini
- Ancylocnemidini
- Anthonomini
- Camarotini
- Ceratopodini
- Cionini
- Cranopoeini
- Cryptoplini
- Curculionini
- Diabathrariini
- Ellescini
- Erodiscini
- Eugnomini
- Gonipterini
- Mecinini
- Nerthopini
- Otidocephalini
- Piazorhinini
- Prionobrachiini
- Pyropini
- Rhamphini
- Smicronychini nomen protectum
- Sphaeriopoeini
- Storeini
- Styphlini
- Tychiini
- Ulomascini
- Viticiini